# Nördlingen
Nördlingen är en stad i Landkreis Donau-Ries i Regierungsbezirk Schwaben i förbundslandet Bayern i Tyskland, 100 km nordväst om München. Folkmängden uppgår till cirka 21 100 invånare. Den är känd för två stora slag under trettioåriga kriget, 1634 och 1645.
Nördlingen är bland annat känd för sin fullständigt bevarade stadsmur med 18 torn från 1300- till 1400-talen. Bland stadens medeltida kyrkor märks Sankt Georg med ett 90 meter högt torn och Sankt Salvator, båda i sengotik, liksom rådhuset och flera andra byggnader i Nördlingen. Intressant är också korsvirkesarkitekturen i gamla staden, huvudsakligen från 1500- och 1600-talen.

## Administrativ indelning
Nördlingen består av tio Stadtteile (stadsdelar).
- Baldingen
- Dürrenzimmern
- Grosselfingen im Ries
- Herkheim
- Holheim
- Kleinerdlingen
- Löpsingen
- Nähermemmingen
- Pfäfflingen
- Schmähingen

## Kända personer
- Gerd Müller